# Сарсенгалиев, Нартай Аралбаевич
Нартай Аралбаевич Сарсенгалиев (каз. Нартай Аралбайұлы Сәрсенғалиев, род. 15 июня 1991 Бокейординский район, Западно-Казахстанская область,) — казахстанский журналист и политик, член Комитета по социально-культурному развитию Мажилиса Парламента Республики Казахстан VIII созыва.

## Биография

### Образование
Завершил обучение в Казахском Национальном университете имени Аль-Фараби по специальности «журналист».

### Трудовая деятельность
Трудовую деятельность начал в 2010 году корреспондентом телеканала «Алматы».
С 2010 по 2014 годы выполнял обязанности ведущего корреспондента Дирекции информационных программ телеканала КТК.
С 2013 по 2014 годы являлся редактором и ведущим ток-шоу «Бәрі де мүмкін» на телеканале «Ел Арна».
С 2014 по 2015 годы вел программы «Hello Қазақстан» и «Ұлттық өнім» на телеканале Qazaqstan. Являлся главным редактором казахского отдела телеканала «Алматы», ведущим программ «Алматы апталығы», «Өткір тіл» и «Мәселе».
С 2015 по 2016 годы — первый заместитель директора Дворца школьников города Алматы. В 2022 году стал ведущим программы «1001 түн».

## Выборные должности
С 28 марта 2023 года является депутатом Мажилиса Парламента Республики Казахстан VIII созыва. Выдвинут партией «Аманат». В Парламенте работает в должности члена Комитета по социально-культурному развитию.

## Награды
- 2022 (март) — Благодарственное письмо Президента Республики Казахстан с вручением золотого нагрудного знака «Алтын барыс»;
- 2021 (октябрь) — Награждён медалью «Шапагат»;
- 2021 (июнь) — Премия «ААМАНАТ» для журналистов от Сената Парламента РК в номинации «Лучшая публикация в социальной сети»;
- 2019 (июнь) — Премия Президента РК в области СМИ;